# Hugo Carvajal Donoso
Hugo Carvajal Donoso (Yacuiba, Tarija, Bolivia 1953) es un político boliviano que se desempeñó como ministro de Educación del presidente Gonzalo Sánchez de Lozada

## Carrera
Carvajal es originario de Yacuiba, Tarija, habiendo sido dirigente y parlamentario del extinto Movimiento de Izquierda Revolucionario (MIR) de Jaime Paz Zamora. Carvajal también se desempeñó como Presidente de la Cámara de Diputados y como Ministro de Educación del presidente Gonzalo Sánchez de Lozada.
El 11 de noviembre de 2009 la Corte Suprema de Bolivia emitió una orden de detención contra Carvajal para solicitar su arresto y extradición, responsabilizándolo de la Masacre de Octubre Negro de 2003, tal y como ocurrió con otros exministros del segundo gobierno de Gonzalo Sánchez de Lozada, quienes se encontraban en Perú y en Estados Unidos, y denunciaron ser víctimas de una persecución política por parte del gobierno de Evo Morales.
En 2019, después de la crisis política en Bolivia ese año y de la renuncia de Evo Morales, Carvajal expresó que esperaba una amnistía general e irrestricta para poder regresar a Bolivia y dejar su exilio en España, temiendo que a su retorno fuera «presa» de «jueces en su mayoría elegidos por su afinidad y sumisión al régimen autoritario anterior».